# Нагаока
Нагаока е град в Япония. Населението му е 269 508 жители (по приблизителна оценка от октомври 2018 г.), а площта му е 890,91 кв. км. Намира се в часова зона UTC+9. Личните автомобили са главното средство на гражданския транспорт. Градът също разполага с жп и автобусен транспорт.

## Известни личности
Родени в Нагаока
- Кохару Кусуми (р. 1992), певица
- Исороку Ямамото (1884 – 1943), адмирал